# Lithobius derouetae
Lithobius derouetae är en mångfotingart som beskrevs av Demange 1958. Lithobius derouetae ingår i släktet Lithobius och familjen stenkrypare.

## Underarter
Arten delas in i följande underarter:
- L. d. derouetae
- L. d. sexusbispiniger